# Jeanette Ottesen
Jeanette Ottesen (Kongens Lyngby, 30 dicembre 1987) è un'ex nuotatrice danese.
Specializzata nello stile libero e nella farfalla, ha partecipato alle Olimpiadi di Atene 2004 e di Pechino 2008: in quest'ultima è arrivata 5ª nei 100 m sl. Ha vinto le prime medaglie a livello internazionale agli Europei in vasca corta 2008 di Fiume.
È stata campionessa del mondo dei 100 m. stile libero ai campionati mondiali svoltisi a Shanghai (Cina) nel 2011, a pari merito con la bielorussa Aljaksandra Herasimenja.

## Palmarès
- Giochi olimpici

Rio de Janeiro 2016: bronzo nella 4x100m misti.
- Mondiali

Shanghai 2011: oro nei 100m sl.
Barcellona 2013: oro nei 50m farfalla.
Kazan 2015: argento nei 50m farfalla e nei 100m farfalla.
- Mondiali in vasca corta:

Dubai 2010: bronzo nei 50m farfalla.
Istanbul 2012: oro nella 4x100m misti, bronzo nei 50m sl, nei 50m farfalla e nella 4x100m sl.
Doha 2014: oro nella 4x50m misti e nella 4x100m misti, argento nei 50m farfalla, bronzo nei 100m farfalla e nella 4x50m sl.
Windsor 2016: oro nei 50m farfalla e bronzo nella 4x50m misti.
- Europei

Budapest 2010: argento nei 50m farfalla.
Berlino 2014: oro nei 100m farfalla e nella 4x100m misti, argento nei 50m farfalla e bronzo nei 50m sl.
Londra 2016: argento nei 50m farfalla e nei 100m farfalla e bronzo nei 50m sl.
- Europei in vasca corta

Fiume 2008: oro nei 100m farfalla, argento nei 100m sl e nei 50m farfalla, bronzo nei 50m sl.
Istanbul 2009: bronzo nei 100m sl e nei 100m farfalla.
Stettino 2011: oro nei 50m farfalla, nei 100m farfalla e nella 4x50m misti, argento nei 50m sl, nei 100m sl e nella 4x50m sl.
Chartres 2012: oro nei 50m farfalla, nella 4x50m sl e nella 4x50m misti, argento nei 100m sl, bronzo nei 50m sl e nei 100m farfalla.
Herning 2013: oro nella 4x50m sl e nella 4x50m misti, argento nei 50m farfalla e bronzo nei 100m farfalla.
Netanya 2015: argento nei 50m farfalla e nei 100m farfalla e bronzo nei 50m sl.
Glasgow 2019: bronzo nei 50m farfalla, nella 4x50m sl e nella 4x50m misti mista.
- Europei giovanili

Glasgow 2003: argento nei 50m sl, nei 100m sl, nei 50m farfalla e nei 100m farfalla.

## International Swimming League
| Stagione 2019 | Stagione 2020 |
| ------------- | ------------- |
| London Roar   | NY Breakers   |